# Smilax oblongata
Smilax oblongata är en enhjärtbladig växtart som beskrevs av Olof Swartz. Smilax oblongata ingår i släktet Smilax och familjen Smilacaceae. Inga underarter finns listade.